# Dyrzela incrassata
Dyrzela incrassata är en fjärilsart som beskrevs av Walker 1858. Dyrzela incrassata ingår i släktet Dyrzela och familjen nattflyn. Inga underarter finns listade i Catalogue of Life.